# داتر (گروه موسیقی)
داتر (به انگلیسی: Daughter) یک گروه انگلیسی سه نفرهٔ ایندی فولک است. این گروه در سال ۲۰۱۰ و توسط النا تونرای انگلیسی، گیتاریست سوئیسی، ایگور هفلی و درامر فرانسوی، رمی آگیللا تشکیل شد. تاکنون چهار آلبوم چندآهنگه و سه آلبوم کامل از این گروه منتشر شده‌است.

## اعضا
- النا تونرا - خواننده، گیتار، باس، پیانو
- ایگور هفلی - گیتار، باس، کیبورد، برنامه‌ریز
- رمی آگیللا - درام، پرکاشن، سمپلینگ پد

## ترانه‌شناسی

### آلبوم‌ها

#### آلبوم‌های استودیویی
- اگر بروی (۲۰۱۳)[۵]
- ناپدید نشدن (۲۰۱۶)[۶]

#### آلبوم‌های موسیقی متن
- موسیقی پیش از طوفان (۲۰۱۷)[۷]

#### آلبوم‌های چندآهنگه
- دموها (۲۰۱۰)
- قلب جوان او (۲۰۱۱)[۸]
- جوانان وحشی (۲۰۱۱)[۹]
- جلسات فورای‌دی (۲۰۱۴)[۱۰]